# Bandera de Guam
La Bandera del Territori de Guam va ser adoptada el 9 de febrer de 1948. La bandera territorial és blava fosca amb una estreta vora vermella en tots els costats (la vora va ser una addició posterior). Al centre de la bandera hi ha l'escut, un emblema amb forma d'ametlla, que representa una canoa navegant a la badia de Agana prop de Agana, i GUAM en lletres de color vermell. La forma de l'emblema recorda les pedres de tirador usades pels avantpassats illencs. L'accident geogràfic en el fons representa el penya-segat de Punta Dos Amants de Guam Charles Alan Pownall va aprovar la forma de la bandera el 1948.
En compliment al disseny de la bandera de Guam, i en resposta de les lleis de les banderes municipals de Guam, es van fer esforços per representar la cultura de cada municipi de Guam en la seva pròpia bandera. Aquests esforços per dissenyar 19 banderes municipals úniques es va realitzar a través de la col·laboració del Consell d'Alcaldes amb l'assistència de l'artista Gerard Aflague, nadiu de Guam. Aquests dissenys de les banderes municipals reflecteixen aspectes únics de cada un dels pobles municipals de Guam. Feu clic a l'URL per veure les banderes 19 dels municipis de Guam en a:Banderes de Guam.

## Detalls constructius
La longitud de la bandera és de quaranta polzades i l'ample és de setanta-vuit polzades. Al voltant de cada costat de la bandera, hi ha una vora vermell de dues polzades. L'escut en el centre té 24 polzades d'alt i 16 polzades d'ample.

## Segell de Guam

Segell de Guam.

El segell de Guam apareix al centre de la bandera de Guam als Estats Units. Representa Agaña Bay prop de Hagåtña, amb una Canoa polinèsia local i una palmera. Charles Alan Pownall va aprovar el segell en 1946.
El cocoter, també conegut com l'arbre de la vida té una posició dominant en el símbol de Guam. La forma del segell és el d'una pedra per una fona, utilitzada com una arma per a la guerra i la caça. La pedra és extreta del basalt i el coral. El cocoter, que creix a la sorra infèrtil, simbolitza l'autososteniment i la determinació de créixer i sobreviure en qualsevol circumstància, amb les seves fulles obertes al cel desafia els elements per doblar la seva voluntat. El seu tronc doblegat dona fe d'un poble que ha estat provat per la fam, els desastres naturals, el genocidi i les guerres estrangeres, però no han deixat de suportar-ho i viure. El segell també inclou una Canoa típica, una embarcació de navegació marítima construïda pel poble chamorro, ràpida i àgil en l'aigua que requereix una gran habilitat per a construir-se i navegar. La llera del riu, on l'aigua dolça s'afanya a interaccionar amb l'oceà, simbolitza la voluntat de compartir els recursos de la terra amb els altres. La massa de terra del fons (Hila'an) en el fons demostra el compromís dels Chamorro a la seva terra i el medi ambient, ja sigui marítim o terrestre.